# Sportens historia
Sport har utövats i olika former sedan förhistorisk tid. Det finns dokumenterad idrott från bland annat Kina och Egypten.
Den västerländska idrottstraditionen härstammar från antikens Grekland.
Under 1800-talet industrialiserades stora delar av världen, och förutsättningarna för resor mellan länder förbättrades, bland annat genom järnväg och ångbåt. Detta gav möjlighet till internationella tävlingar och landskamper.
Andra viktiga idrottshistoriska händelser var nationalismens genombrott på 1800-talet, de moderna olympiska spelens grundande och televisionens spridning. I början av 1900-talet var amatöridrott ett viktigt ideal, men därefter blev idrotten mer professionell.

## Genusperspektiv
Idrott har för det mesta varit herridrott. Det är först sedan slutet av 1800-talet som kvinnor tävlingsidrottat på organiserad nivå. Under 1900-talet har damidrotten blivit allt populärare. Åren 1921 till 1934 hölls särskilda internationella damtävlingar (Damolympiaden 1921, 1922 och 1923) och damolympiader (1922 i Paris, 1926 i Göteborg, 1930 i Prag och 1934 i London).